# Sjo
Sjo (versal: Ϸ; gemen: ϸ) var en bokstav som användes i Baktrien specifikt för det iranska språket baktriska. Baktrien var en del av den hellenistiska kultursfären från Alexander den stores erövring under 300-talet f.Kr. och några århundraden framåt, och under perioden användes det grekiska alfabetet även för baktriskan. Språket hade en sibilant, troligen uttalad som ett tonlöst främre sje-ljud, [ʃ], som annars saknade bokstav.
Bokstavens ursprungliga namn är okänt. Engelska namnet sho är en nutida konstruktion baserad på bokstavens likhet med rho. Även dess placering i alfabetet är okänd, eftersom inget alfabet har hittats nerskrivet i forntida Baktrien. Därigenom är dess eventuella siffervärde också okänt.

## Unicode
|   | decimalt | hexadecimalt | HTML |
| - | -------- | ------------ | ---- |
| Ϸ | 1015     | 3F7          |      |
| ϸ | 1016     | 3F8          |      |